# Léon Trépanier
Pour les articles homonymes, voir Trépanier.
Léon Trépanier (29 juin 1881 - 19 septembre 1967) est un journaliste et un homme politique québécois.

## Biographie
Léon Trépanier est né à Québec. Il étudie à l'Université d'Ottawa et commence sa carrière de journaliste à Montréal en 1901. Il écrit dans La Presse, La Patrie et Le Devoir.
Il est élu conseiller municipal dans Lafontaine de 1921 à 1938 et dirige, au début des années 1930, le conseil municipal de Montréal. À la fin des années 1920, il devient président de la Société Saint-Jean-Baptiste de Montréal. Il accepte aussi la présidence des Célébrations du 300e anniversaire de Montréal, mais constatant le peu d'intérêt suscité par ce projet à cause de la Seconde Guerre mondiale, il démissionne. 
À la fin de sa vie, il se forge une carrière d'historien et d'organisateur culturel, participant à des émissions de radio. Membre de la Société des Dix, Trépanier publie la biographie de plusieurs maires de Montréal. Il décède en 1967.
Le fonds d'archives de Léon Trépanier et Édouard-Zotique Massicotte est conservé au centre d'archives de Montréal de Bibliothèque et Archives nationales du Québec.

## Ouvrages publiés
- Figures de Maires : Sévère-Dominique Rivard
- Figures de Maires : Édouard-Raymond Fabre
- Guillaume Lamothe (1824-1911)
- L’affaire Walker à Montréal en 1764
- Le Premier gouvernement de Concordia
- Urgel-Eugène Archambault (1869-1873), fondateur de l’Académie du Plateau
- La fondation de l’École polytechnique de Montréal
- Les attributs de la mairie de Montréal
- Nos hôtels de ville
- On veut savoir (4 vol, 1960-1962)

## Honneurs
- Médaille d'or de la Société historique de Montréal
- Ordre de l'Empire Britannique
- 1954 - Membre de la Société des Dix
- Rue Léon-Trépanier à Sherbrooke